# ヴァルデーリチェ
ヴァルデーリチェ（イタリア語: Valderice）は、イタリア共和国シチリア州トラーパニ県にある、人口約1万2000人の基礎自治体（コムーネ）。

## 地理

### 位置・広がり
トラーパニ県北西部のコムーネ。

#### 隣接コムーネ
隣接するコムーネは以下の通り。
- ブゼート・パリッツォーロ
- クストナーチ
- エーリチェ

## 行政

### 分離集落
ヴァルデーリチェには以下の分離集落（フラツィオーネ）がある。
- Bonagia, Casalbianco, Chiesanuova, Crocevie, Crocci, Sant'Andrea